# 北安特里姆 (英國國會選區)

北安特里姆在北愛爾蘭的位置

北安特里姆（英語：North Antrim），英國國會一郡選區，位於北愛爾蘭，包括巴利米納區和巴利馬尼區全部和莫伊爾區一部，創設於1885年，1922年被撤，1950年恢復。
該區一直是親英選區。恢設以來前二十年是北愛爾蘭統一黨佔優的選區，但之後是北愛民主統一黨的伊恩·佩斯利佔據議席至2010年。他的兒子小伊恩·佩斯利在2010年大選中以46.4%選票勝出該區，成功繼承父親的議席。